# Томаш Ґживачевський
Томаш Ґживачевський (пол. Tomasz Grzywaczewski; нар. 5 вересня 1986, Лодзь) — польський письменник, журналіст, репортажист, режисер, мандрівник, аналітик, що спеціалізується на Центральній та Східній Європі. Докторант з міжнародного права Лодзького університету. Автор книжоку стилі нон-фікшн, репортажів, статей для періодичних видань, наукових статей. Член престижного американського клубу «The Explorers Club». Головний редактор часопису «Концепт» у 2016—2018 роках. Лавреат премій «Kryształowa Karta Polskiego Reportażu–2019» та «Magellan» за книгу «Кордони мрій».

## Життєпис
Томаш Ґживачевський закінчив факультет юриспруденції та управління Лодзького університету, і нині є докторантом з міжнародного права у цьому ЗВО. Публікується у «Новій Східній Європі», «Континентах», «National Geographic Traveler». Співорганізатор Фестивалю Цивілізації та медійного мистецтва «Mediatravel». Ініціатор репортерських заходів-мандрівок, зокрема «Long Walk Plus Expedition», «Dead Road 1953—2013» тощо. Учасник експедиції до Камеруну «Vivat Polonia 2016».
У 2015—2017 роках Томаш Ґживачевський побував у Придністров'ї, Нагірному Карабасі, Абхазії, а також полизу Південної Осетії та територій, підконтрольних угрупованням «ЛДНР». Томаш Ґживачевський був ініціатором та співавтором сценарію документальної стрчки «Тіні імперії» за мотивами своєї книжки «Кордони мрій. Про невизнані республіки».

## Доробок
Книги
- «Через Дикий Схід» / «Przez dziki Wschód» (2012);
- «Життя і Смерть на Дорозі Померлих» / «Życie i śmierć na Drodze Umarłych» (2015);
- «Кордони мрій. Про невизнані республіки» / «Granice marzeń. O państwach nieuznawanych» (2018);
- «Кордон стерто. Слідами Другої Польської Республіки» / «Wymazana granica. Śladami II Rzeczpospolitej» (2020)[4].

Українською мовою
- «Кордони мрій. Про невизнані республіки». Переклад: Наталя Ткачик, редактор: Наталя Лебединцева, художнє оформлення: Анна Стьопіна. Чернівці: «Видавництво 21». 2020. 304 ст. ISBN 978-617-614-296-6[5][6][7]

Фільми
- «Тіні імперії» (2018) — сценарист, режисер[8]